# Adam Fielding
Adam Fielding (* 19. März 1993 in Birmingham) ist ein britischer Schauspieler.

## Leben und Karriere
Fielding wurde am 19. März 1993 in Birmingham geboren. Sein Debüt gab er 2014 in der Fernsehserie Emmerdale. Anschließend war er 2017 in In the Dark zu sehen. 2018 trat er in einer Folge in Krypton auf. Im selben Jahr bekam Fielding in der Serie Ackley Bridge eine Hauptrolle. Außerdem spielte er 2021 in dem Film Outside the Wire mit. 2024 wurde Fielding für den Film 5lbs of Pressure gecastet.

## Filmografie
- 2014–2016: Emmerdale (Fernsehserie, 134 Episoden)
- 2017: In the Dark (Fernsehserie, 2 Episoden)
- 2018: Krypton (Fernsehserie, 1 Episode)
- 2018: Ackley Bridge (Fernsehserie)
- 2021: Outside the Wire
- 2024: 5lbs of Pressure